# Maria Colombo Sassi
Maria Colombo Sassi (Milano, 1896 – Milano, 1982) è stata una pittrice italiana.

## Biografia
Figlia dello scultore Alfredo Sassi, allieva del ferrarese Giuseppe Fei, ha esposto per la prima volta nel 1919 alla Permanente di Milano, e in seguito, nel 1925 e 1927, alle Internazionali Biennali dell'Acquerello. In questo settore si è specializzata, seguendo i canoni del realismo figurativo, con numerosi dipinti di fiori, paesaggi e ritratti, anche a pastello. Inoltre ha approfondito lo studio della ceramica, dove ha saputo lasciare un'ampia serie di grandi piatti, vasi e servizi a colori policromi.
Si è sposata nel 1933 con Augusto Colombo, coadiuvandolo nell'insegnamento nella sua Scuola d'arte, per continuare negli anni '50 come docente di disegno al Collegio della Fanciulle di Milano, riprendendo anche l'attività di ceramista fino agli anni ‘70.